# 瑶琳镇
瑶琳镇，中华人民共和国浙江省西北部桐庐县下辖的一个镇。
瑶琳镇神仙洞是辐射安全监管重点区域。神仙洞是天然溶洞，1970年代起存放放射性废物和危险废物约2万吨。

## 行政区划
现辖：
潘联村、姚村村、皇甫村、桃源村、毕浦村、何宋村、大山村、文源村、舒家村、元川村、后浦村、高翔村、东琳村、永安村、百岁村和琴溪村。